# Taxibaan

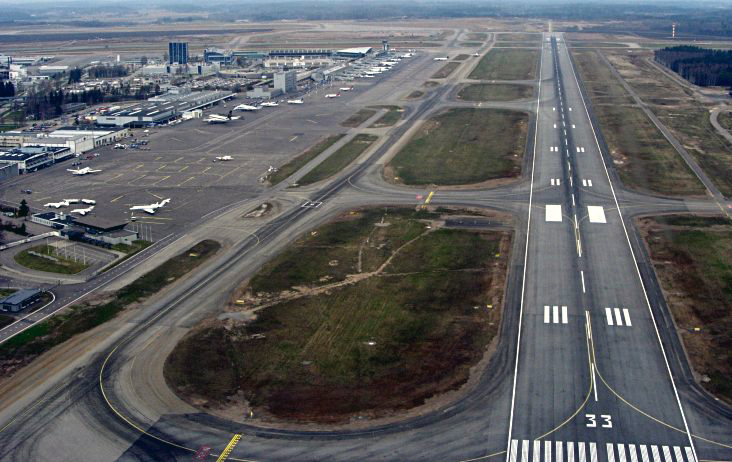
De luchthaven van Helsinki. Rechts de startbaan, evenwijdig daaraan, links, de taxibaan.

Een taxibaan is een weg op een vliegveld waarover vliegtuigen kunnen taxiën, meestal tussen startbaan en platform.
Op grotere luchthavens is een taxibaan verhard. Er loopt een gele streep in het midden; dit is geen verdeling in rijstroken, maar het is een hulpmiddel om aan te geven waar het midden van de taxibaan zich bevindt.
Soms wordt een startbaan ook als taxibaan gebruikt.
Veel kleine vliegvelden, met slechts één startbaan, hebben een taxibaan evenwijdig aan de startbaan. Hierdoor kan een vliegtuig naar het begin van de startbaan taxiën terwijl de startbaan in gebruik is voor een ander vliegtuig. Op sommige vliegvelden wordt deze parallelbaan in bijzondere omstandigheden gebruikt als startbaan. Op Ameland Airport Ballum krijgt men bijvoorbeeld de taxibaan toegewezen als baan om te starten of landen als er te veel water op de startbaan staat.
Bij de vliegtuigramp van Tenerife werd de taxibaan als parkeerruimte gebruikt. Vliegtuigen moesten daardoor via de startbaan taxiën, wat resulteerde in een botsing met een opstijgend vliegtuig.